# サムツヘ＝ジャヴァヘティ州
座標: 北緯41度35分 東経43度16分 / 北緯41.583度 東経43.267度
サムツヘ＝ジャヴァヘティ州 (グルジア語: სამცხე-ჯავახეთი、アルメニア語: Սամցխե-Ջավախեթի)はジョージア(საქართველო)南部の州。歴史的地域ではメシュケティ、ジャヴァケティ、トリの範囲である。州都はアハルツィヘ。

## 地理
西にアジャリア自治共和国、北西にグリア州、北にイメレティ州、北東にシダ・カルトリ州、東にクヴェモ・カルトリ州、南東にアルメニア、南西にトルコに接する。
BTCパイプライン、南コーカサスパイプライン、KTBパイプラインが州内を通る。
5つの町、6つの都市型集落、67の村、268の地方村が所属する。

### 地区
以下の地区から構成される。
| 地区名（日本語） | 地区名（ジョージア語）     | 中心地       | 面積 (km2) | 人口 (2014年現在) | 備考 |
| ---------------- | -------------------------- | ------------ | ---------- | ----------------- | ---- |
| アディゲニ地区   | ადიგენის მუნიციპალიტეტი    | アディゲニ   | 799.6      | 16,462            |      |
| アスピンザ地区   | ასპინძის მუნიციპალიტეტი    | アスピンザ   | 825        | 10,372            |      |
| アハルカラキ地区 | ახალქალაქის მუნიციპალიტეტი | アハルカラキ | 1,235      | 45,070            |      |
| アハルツィヘ地区 | ახალციხის მუნიციპალიტეტი   | アハルツィヘ | 1,010.3    | 38,895            |      |
| ボルジョミ地区   | ბორჯომის მუნიციპალიტეტი    | ボルジョミ   | 1,189      | 25,214            |      |
| ニノツミンダ地区 | ნინოწმინდის მუნიციპალიტეტი | ニノツミンダ | 1,354      | 24,491            |      |

## 歴史
1990年代中盤にアブハジアと南オセチアの分離運動を受けて、シェワルナゼ大統領がサムツヘ州(メシュケティ)とジャヴァヘティ州を合併してサムツヘ＝ジャヴァヘティ州を設置した。

### メシュケティ
メスキ族とモシニクス族が知られている中で最古の住民である。モシニクス族が金属工学を発明したと主張する学者も居る。
紀元前2000年～紀元前4世紀、メシュケティはディアオキ王国の一部だった。
紀元前4世紀～6世紀、イベリア王国の一部だった。両王国はペルシア帝国の従属国である。
10世紀～15世紀、統一ジョージア王国の一部だった。
16世紀、サファヴィー朝に併合された。後にオスマン帝国に併合された。
1828年、ロシア・ペルシャ戦争 (1826年-1828年)の結果、ロシア帝国のトビリシ州の一部になった。
1918年～1921年、グルジア民主共和国の一部になった。
1921年～1990年、グルジア・ソビエト社会主義共和国の一部になった。
1991年、ジョージアのメシュケティ州になった。

### ジャヴァヘティ
紀元前785年、ウラルトゥのアルギシュティ1世の時代、この地域はザバカと記録された。
1世紀、カルトリ王国のパルスマン1世がジャヴァヘティを奪った。
5世紀、イベリア王国のヴァクタン5世が亡くなると、彼の2人目の妻はジャヴァヘティのツンダに住んだ。
11世紀、アハルカラキが上ジャヴァヘティの、ツモグヴィが下ジャヴァヘティの中心になった。
11世紀～13世紀にカルトヴェリ人の王朝であるグルジア王国の下で、橋や教会、僧院、王宮が建設された。
13世紀以降、ジャヴァヘティはトルコのパラカツィオとメシュケティの一部を領有するようになった。
15世紀、サムツヘ・サータバゴがジャヴァヘティを統治した。
16世紀、サファヴィー朝に併合された。後にオスマン帝国やペルシア帝国に併合された。
ジャヴァヘティに居住していたカルトヴェリ人の多くは内陸のイメレティ州やカルトリに移住し、この地に残った人々はムスリムになった。
1828年、ロシア帝国はオスマン帝国から戦争でこの地域を奪い、キリスト教徒のアルメニア人やギリシャ人を入植させた。
20世紀初頭、アルメニア人虐殺が起きた。ロシアのドゥホボール派も大量にこの地域に入植した。

### メスヘティア・トルコ人の追放
メスヘティア・トルコ人はトルコに接するジョージアのメシュケティ地方にかつて住んでいたムスリム系住民である。1944年9月15日～11月25日、彼らはスターリンの指示によってカザフスタン、キルギス、ウズベキスタンに家畜のように追放された。これらの国には現在も彼らの子孫が多く住んでいる。10万人が追放され、道中で1万人が亡くなったと言われている。

## 民族
ジャヴァヘティの主要民族はアルメニア人である。ニノツミンダ市とアハルカラキ市ではアルメニア人が多数派である。彼らはグルジア語、アルメニア語、ロシア語を話す。
2014年の統計ではこの地域に16万0504人が住んでおり、8万1089人(50.5%)がアルメニア人、7万7498人(48.3%)がジョージア人, 712人(0.4%)がロシア人、393人(0.2%)がその他の民族だった。

## 政治
2014年の統計では、アルメニア人が50.5%を占めた。NGOは彼らが生活のあらゆる面で過小評価されていると報告した。
ジョージア政府とアルメニア人の対話不足によって、差別や疎外が起きている。

## 観光地
3つともアスピンザ近郊にある。
- ヴァルヅィア僧院の洞窟(1185年にタマル女王が発見した)
- ヴァニス・クヴァベビ(8世紀～)
- ケルトヴィシ要塞